# Búrfell
för andra Búrfell, se Búrfell (olika betydelser)
Búrfell är ett berg i Suðurland i Island. Toppen på Búrfell är 676 meter över havet, eller 449 meter över den omgivande terrängen.
Búrfell ligger i Þjórsárdalur.

## Búrfellsvirkjun
Kraftföretaget Fossafélagið Títan hade 1918 planer på att bygga ett stort vattenkraftverk på Búrfell, men dessa realiserades inte. Senare, på 1960-talet, byggdes Búrfellsvirkjun vid bergets fot, som med 270 MW kapacitet då  var Islands första stora kraftverk. Det sattes i drift 1972, som huvudsaklig kraftkälla till Alcans aluminiumsmältverk i Straumsvík i Hafnarfjörður. Inloppstunnlarna är till stor del insprängda i Búrfell.
Vikingabondgårdsmuseet Þjóðveldisbærinn Stöng ligger vid foten av Búrfell.

### Noter

Búrfell och Tröllkonuhlaup